# هيلي يانس
هيلي يانس (بالإسبانية: Hely Yánes) (مواليد 25 مايو 1967) هو ملاكم فنزويلي، مثّل بلاده في الألعاب الأولمبية الصيفية 2000.

## روابط خارجية
هيلي يانس على موقع أوليمبيديا (الإنجليزية)